# Эльмгрен, Роберт
Роберт Элиас Эльмгрен (6 января 1872, Хельсинки — 17 июля 1942, там же) — финский врач, доктор медицины и хирургии (1903).

## Биография
В 1889 году окончил финский нормальный лицей в Гельсингфорсе; в 1896 — Александровский университет; в 1900 году получил лицензию врача. Летом 1900 года работал в Куопио врачом в родильном доме и эпидемическом госпитале, с осени — в Гельсингфорсе в гинекологической клинике Отто Энгстрема. Кроме того, он являлся первым управляющим директором компании Instrumentarium (с 1901), а также вёл частный приём пациентов. С октября 1902 года работал городским врачом в Руовеси, где наряду с приёмом пациентов оперировал в муниципальной больнице. В марте 1903 года получил степень доктора медицины и хирургии.
В 1904 году переехал с семьёй в Таммерфорс, где вёл частный акушерско-гинекологический приём. В том же году по предложению Фердинанда фон Вальберг стал главным врачом военного госпиталя во Фридрихсгаме и занимал эту должность до февраля 1906 года, когда Ф. фон Вальберг ушёл с поста директора Медицинского совета. В 1906—1907 годы работал врачом в муниципальной больнице Йоэнсуу; одновременно возглавлял местное отделение Финской партии.
С мая 1907 по 1911 год был главным врачом туберкулёзного санатория Такахарью; здесь в 1908 году первым в Финляндии он применил искусственный пневмоторакс в лечении туберкулёза лёгких.
В 1911—1920 годы с семьёй жил в Гельсингфорсе, где вёл частный приём. Одновременно работал главным врачом во временном военном госпитале (Фридрихсгам, 1914—1915), советником при медицинском совете (1915—1917), врачом курорта в Хейнола (лето 1918).
В 1920—1939 годы — главный врач туберкулёзного санатория Халила. В 1930 году перенёс тромбоз, в течение нескольких месяцев лечился в окружной больнице в Выборге. По возвращении в Халилу отказался от консультаций в других санаториях; круг общения семьи ограничился визитами детей. В 1939 году вышел в отставку с пенсией 4000 mk в месяц и переехал в Хельсинки.
Известен и как музыкант-любитель, музыкальный критик.
Похоронен на кладбище Хиетаниеми.

### Семья
Отец — Свен Габриэль Эльмгрен (фин. Sven Gabriel Elmgren; 1817—1897), библиотекарь Хельсинкского университета; мать — Хильда Каролина Хейкелль (фин. Hilda Karolina Heickell; 2.6.1844, Соданкюля — 20.2.1935, там же).
Жена (с 1900) — Инес Хелена (урожд. Мейерман, фин. Inez Helena Meurman; 2.2.1873 — 3.7.1956), дочь Агафона Мейермана (1826—1909), лидера Финской партии.
Дети:
- дочь — Туоми Эльмгрен-Хейнонен[фин.] (фин. Tuomi Elmgren-Heinonen; 5.2.1903 — 17.6.2000), певица, писательница[3][18]
- сын — Свен Ялависто (фин. Sven Ille Agathon Jalavisto; 1905 — ?)[21]
- дочь — Ева Ялависто[фин.] (фин. Eeva Jalavisto; 21.3.1909 — 12.6.1966), профессор физиологии[18][22].

## Комментарии
1. ↑  шведского происхождения:

Имея шведский язык в качестве родного и финский в качестве школьного, взрослый Роберт был полностью двуязычным…[1]Оригинальный текст (швед.)Med svenska som hemspråk och finska som skolspråk var den vuxne Robert fullt tvåspråkig…
2. ↑  Ныне — Хельсинкский университет.
3. ↑  Разочаровавшись в предвыборной кампании партии на первых выборах в стране, Р.Эльмгрен в последующие годы не занимался политической деятельностью[9]; в 1920—1930-е годы держался правых взглядов, сочувствовал движению Лапуа и режиму Муссолини[10].